# 福长安

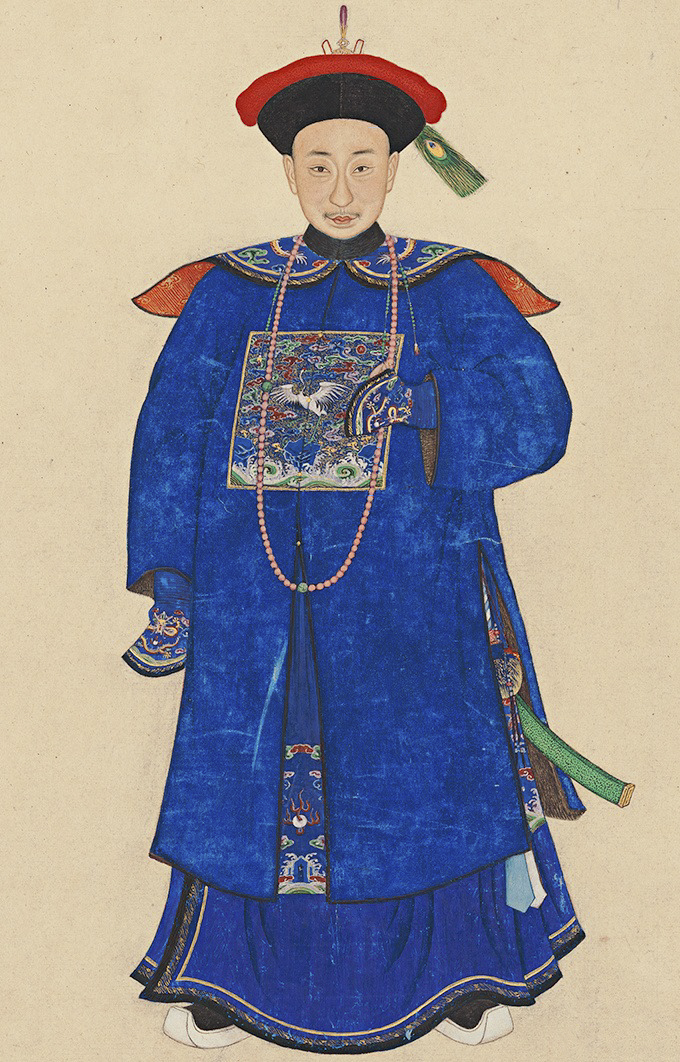
《御制平定台湾二十功臣像赞》福長安

福長安（穆麟德轉寫：fucanggan；1760年—1817年），字誠齋，富察氏，滿洲鑲黃旗人，傅玉第四子，孝賢純皇后之姪，自幼被十叔傅恒收养。福長安在清高宗時期官至軍機大臣、戶部尚書，因平定臺灣、廓爾喀戰役有功圖形紫光閣，封一等誠靖侯。

## 生平
福長安是傅玉第四子，母为傅玉之妻李氏，过继给傅恒为子，与同傅恒亲生子福康安一樣，自幼被乾隆養育宮中，乾隆四十年，授为藍翎侍衛，福长安的生父傅玉感激涕零，说福长安不过十几岁的孩童，蒙恩补了侍卫，实出乎他的期望之外，傅玉和妻子李氏感激天恩。累遷正紅旗滿洲副都統、武備院卿，領內務府。
乾隆四十四年八月，工部右侍郎福長安被任命為正黃旗漢軍副都統。十月，署理工部右侍郎事務。
乾隆四十五年（1780年）正月，開始在軍機處學習行走，五月，賞紫禁城騎馬。六月十七日，乾隆帝批复“为侍郎福长安应得封典著加恩移封伊生母李氏事”。
乾隆四十七年四月，馳驛前往奉天一帶，查辦工程事件。
乾隆四十八年七月，補戶部左侍郎。
乾隆四十九年五月，為鑾儀衛掌衛事大臣。六月，加恩補授內大臣。七月，朝廷平定甘肅石峰堡回族叛亂，軍機大臣梁國治、董誥、福長安、並軍機章京之勤勞出力者，一併交部議敘，俱加軍功三級。
乾隆五十一年閏七月，福長安補授戶部尚書。兵部尚書慶桂出差之缺由綽克托署理。行在兵部事務，仍著福長安帶管。十二月，正白旗漢軍副都統福長安、鑲紅旗蒙古副都統喀甯阿對調。
乾隆五十三年（1788年）二月，平定臺灣林爽文事件，乾隆帝以福長安夙興夜寐、一體宣勤，交部議敘。三月，調鑲紅旗蒙古都統福長安為正紅旗滿洲都統。
乾隆五十四年十月崇文門稅務交由福長安接管。
乾隆五十五年十一月，因大學士王傑、尚書彭元瑞、董誥、胡季堂、福長安、將軍保甯或簡任綸扉、綜理部務、或出膺閫帥、宣力邊疆、宜錫宮銜，用昭優眷王傑，著加太子太保。彭元瑞、董誥、胡季堂、福長安、保寧，俱著加太子少保。
乾隆五十七年（1792年），平定廓爾喀，諸功臣畫像紫光閣，福長安也列其中。
乾隆五十九年四月，調正紅旗滿洲都統福長安、為鑲白旗滿洲都統。
嘉慶三年（1798年）七月。太上皇以嘉慶帝名義下詔「蕩安樂坪賊巢、生擒首逆王三槐，福長安日直樞禁。勞績倍著。自辦理軍務以來。一體始終其事。加恩賞封一等侯爵，照例承襲。」
嘉慶四年（1799年），太上皇駕崩，嘉慶帝以福長安阿附大學士和珅，下獄奪爵，並抄家。而福長安之子錫麟的「雲騎尉」爵位來自於福靈安，因此，仍將其保留。諸大臣建議用朋黨律坐立斬，嘉慶帝改為斬監候。賜死和珅時，下旨命福長安跪視和珅自縊，不久即遭遣往裕陵充供茶拜唐阿，就遷員外郎。
嘉慶六年（1801年），福長安以身體不適為由請求回京，嘉慶帝大怒，認為福長安未盡心盡力而將其奪職，並發往盛京披甲，連同福長安之子錫麟也一同前去。自驍騎校屢遷，但並非如傳統說法，不斷受到貶謫，只是再沒有擔任過朝廷中樞重要職務。
嘉慶十一年（1806），福長安被任命為圍場總管。
嘉慶十二年（1807），福長安改任熱河副都統。
嘉慶十三年（1808），兼署古北口提督。
嘉慶十四年（1809），改為圍場總管兼馬蘭鎮總兵及總管內務府大臣。
嘉慶十八年（1813），福長安擔任馬蘭鎮總兵兼署古北口提督。因天理教事件，賞加一級。福長安後來又奉命帶軍隊協助直隸總督溫承惠剿平叛賊。
嘉慶二十年（1816年），授正黃旗漢軍副都統及健銳營總統大臣。隔年，授正藍旗滿州副都統。
嘉慶二十二年（1817），卒，年五十八，嘉慶帝賞加都統銜。

## 家庭
- 生母李氏[2]，為傅玉的妾。
- 有二子：德勒克尼瑪，后官和闐辦事大臣；錫麟（齡），錫麟過繼為福靈安嗣子。
- 孫女（錫麟之女）為協辦大學士禧恩六子豐壽嫡妻；[6]生年不详，卒于咸丰六年（1856年）。[7]
- 妻子瓜尔佳氏，乾隆己未进士、翰林院编修傅隆阿之孙女，乾隆壬申进士、侍郎景福之女。
- 妻弟：湛露，字吉雲，号潤堂，滿洲鑲白旗人，[8]后官直隶霸昌道。
- 女儿富察氏：多罗誠贝勒允祁曾孙奉恩镇国公永康嫡妻。[9]
- 孙子联儁，直隶沧州知州；玉書，幼殇。
- 外孙綿興，袭辅国将军、綿英，袭不入八分镇国公。

## 延伸阅读
[在维基数据编辑]
 《清史稿·卷301》，出自趙爾巽《清史稿》
 在维基共享资源阅览影像